# ナタリー (ニュースサイト)
ナタリー（英: Natalie）は、KDDI株式会社の連結子会社である株式会社ナターシャが運営する日本のニュースサイト。本項目では運営会社である株式会社ナターシャ（英: Natasha, Inc.）についても記述する。

## 概要
音楽ニュースメディアである音楽ナタリー、最新の漫画情報を扱うコミックナタリー、お笑い専門のニュースメディアお笑いナタリー、映画情報を扱う映画ナタリー、舞台・演劇を扱うステージナタリーに分類されており、それぞれのポップカルチャーに特化したエンターテインメント情報を配信する。
2013年7月時点で月間約2000本の記事を配信し、月間ページビューは3200万。Twitterとの連動やPerfume、ももいろクローバーZなどをいち早く特集紹介するなどの編集方針の先見性が評価されたため、支持を拡大した。
特徴として物故記事の場合でも、基本的に故人の敬称を付けずに報道するスタンスを取っている。

## 歴史
- 2005年12月、ナターシャ設立（2006年2月に有限会社化、2007年1月株式会社化）[7]。設立当初のメンバーは、代表取締役社長の大山卓也[8]、非常勤取締役の津田大介[9]のほか2名[10]。
- 2007年2月、音楽ニュースサイト、ナタリーを開設[2][4]。サイト名はフリオ・イグレシアスの曲「Nathalie」（邦題：黒い瞳のナタリー）が由来である[10]が、英表記は「Natalie」である。
- 2008年12月、日本国内のコミック情報を配信するニュースサイト、コミックナタリーを開設[11]。
- 2009年8月、お笑い芸人の情報を配信するニュースサイト、お笑いナタリーを開設[12]。
- 2011年5月、日本国内のおやつ情報を配信するニュースサイト、おやつナタリーを開設[13]、同年8月31日配信終了[14]。
- 2014年8月21日付にて、ナターシャの発行済み株式のうち90％をKDDIが取得し、同社の連結子会社となった[15]。大山は代表取締役社長を継続した[16]。
- 2016年2月2日に、舞台・演劇の情報を配信するニュースサイト、ステージナタリーを開設[17]。
- 2016年6月、本社を東京都渋谷区神宮前1-2-4に移転
- 2017年2月、ナタリー10周年。大山が代表取締役社長を退任、取締役会長に就任した[18]。後継の社長に藤田哲史が就任した。

## 関連作品
映画『モテキ』
ナタリー編集部が舞台となっている。
登場人物の墨田卓也（ナタリーの社長）の名はナターシャ代表取締役社長の大山卓也、唐木素子（主人公の先輩）の名はコミックナタリーの編集長である唐木元が由来である。
モテキ的音楽のススメ Covers for MTK Lovers盤
映画「モテキ」とナタリーによるコラボレーションアルバム。

## 関連書籍
- 大山卓也『ナタリーってこうなってたのか』双葉社〈YOUR BOOKS 02〉2014年8月20日発売、ISBN 978-4-575-30700-9
- 唐木元『新しい文章力の教室』インプレス 2015年8月7日発売、ISBN 978-4-8443-3872-7